# (309) Fraternitas
(309) Fraternitas és un asteroide pertanyent al cinturó d'asteroides descobert el 6 d'abril de 1891 per Johann Palisa des de l'observatori de Viena, Àustria. És nomenat per la paraula llatina per fraternitat.